# ويليام إيد

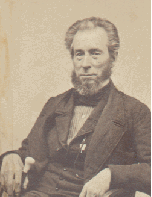
ويليام إيد

ويليام براون إيد (بالإنجليزية: William B. Ide)‏ ، من مواليد 28 مارس سنة 1796م، وتوفي بتاريخ 19 أو 20 ديسمبر سنة 1852م، عمل رئيساً لجمهورية كاليفورنيا، وقاد الثورة بجانب الجيش الأمريكي ضد الجيش المكسيكي.